# Teleostomi
Nhóm không phân hạng Teleostomi là một nhánh của động vật có quai hàm (Gnathostomata) bao gồm cá mập gai (Acanthodii) đã tuyệt chủng hoàn toàn, cá xương (Osteichthyes) và động vật bốn chân (Tetrapoda). Các đặc trưng cơ bản của nhóm này bao gồm một nắp mang và một cặp lỗ thở, những đặc điểm đã bị mất đi hay bị biến đổi ở một số đại diện xuất hiện muộn. Các loài Teleostomi bao gồm tất cả các động vật có quai hàm, ngoại trừ cá sụn (Chondrichthyes) và cá da phiến (Placodermi).
Nhánh Teleostomi không nên nhầm lẫn với nhánh hay phân thứ lớp cá xương có danh pháp Teleostei (cá xương thật sự) trong lớp Cá vây tia (Actinopterygii).

## Phân loại và phát sinh chủng loài
|          | Coelacanthinimorpha                                       |
|          |                                                           |
| Choanata | \| \| Dipnomorpha \| \| \| \| \| \| Tetrapoda \| \| \| \| |
|          | \| \| Dipnomorpha \| \| \| \| \| \| Tetrapoda \| \| \| \| |
|          | Dipnomorpha                                               |
|          |                                                           |
|          | Tetrapoda                                                 |
|          |                                                           |

|  | Dipnomorpha |
|  |             |
|  | Tetrapoda   |
|  |             |

|          | Coelacanthinimorpha                                       |
|          |                                                           |
| Choanata | \| \| Dipnomorpha \| \| \| \| \| \| Tetrapoda \| \| \| \| |
|          | \| \| Dipnomorpha \| \| \| \| \| \| Tetrapoda \| \| \| \| |
|          | Dipnomorpha                                               |
|          |                                                           |
|          | Tetrapoda                                                 |
|          |                                                           |

|  | Dipnomorpha |
|  |             |
|  | Tetrapoda   |
|  |             |

|          | Coelacanthinimorpha                                       |
|          |                                                           |
| Choanata | \| \| Dipnomorpha \| \| \| \| \| \| Tetrapoda \| \| \| \| |
|          | \| \| Dipnomorpha \| \| \| \| \| \| Tetrapoda \| \| \| \| |
|          | Dipnomorpha                                               |
|          |                                                           |
|          | Tetrapoda                                                 |
|          |                                                           |

|  | Dipnomorpha |
|  |             |
|  | Tetrapoda   |
|  |             |

|          | Coelacanthinimorpha                                       |
|          |                                                           |
| Choanata | \| \| Dipnomorpha \| \| \| \| \| \| Tetrapoda \| \| \| \| |
|          | \| \| Dipnomorpha \| \| \| \| \| \| Tetrapoda \| \| \| \| |
|          | Dipnomorpha                                               |
|          |                                                           |
|          | Tetrapoda                                                 |
|          |                                                           |

|  | Dipnomorpha |
|  |             |
|  | Tetrapoda   |
|  |             |

|          | Coelacanthinimorpha                                       |
|          |                                                           |
| Choanata | \| \| Dipnomorpha \| \| \| \| \| \| Tetrapoda \| \| \| \| |
|          | \| \| Dipnomorpha \| \| \| \| \| \| Tetrapoda \| \| \| \| |
|          | Dipnomorpha                                               |
|          |                                                           |
|          | Tetrapoda                                                 |
|          |                                                           |

|  | Dipnomorpha |
|  |             |
|  | Tetrapoda   |
|  |             |

|          | Coelacanthinimorpha                                       |
|          |                                                           |
| Choanata | \| \| Dipnomorpha \| \| \| \| \| \| Tetrapoda \| \| \| \| |
|          | \| \| Dipnomorpha \| \| \| \| \| \| Tetrapoda \| \| \| \| |
|          | Dipnomorpha                                               |
|          |                                                           |
|          | Tetrapoda                                                 |
|          |                                                           |

|  | Dipnomorpha |
|  |             |
|  | Tetrapoda   |
|  |             |

|          | Coelacanthinimorpha                                       |
|          |                                                           |
| Choanata | \| \| Dipnomorpha \| \| \| \| \| \| Tetrapoda \| \| \| \| |
|          | \| \| Dipnomorpha \| \| \| \| \| \| Tetrapoda \| \| \| \| |
|          | Dipnomorpha                                               |
|          |                                                           |
|          | Tetrapoda                                                 |
|          |                                                           |

|  | Dipnomorpha |
|  |             |
|  | Tetrapoda   |
|  |             |

|          | Coelacanthinimorpha                                       |
|          |                                                           |
| Choanata | \| \| Dipnomorpha \| \| \| \| \| \| Tetrapoda \| \| \| \| |
|          | \| \| Dipnomorpha \| \| \| \| \| \| Tetrapoda \| \| \| \| |
|          | Dipnomorpha                                               |
|          |                                                           |
|          | Tetrapoda                                                 |
|          |                                                           |

|  | Dipnomorpha |
|  |             |
|  | Tetrapoda   |
|  |             |

## Từ nguyên
Danh pháp này có nguồn gốc từ tiếng La tinh hiện đại Teleostomi, bản thân từ này xuất phát từ cụm từ trong tiếng Hy Lạp teleos nghĩa là "hoàn hảo", "trọn vẹn", "đầy đủ" và stoma nghĩa là "miệng".